# Сыченко, Пётр Фёдорович
Пётр Фёдорович Сыче́нко (1911—1969) — участник Великой Отечественной войны, командир 241-го штурмового авиационного полка (11-й смешанной авиационной дивизии 3-й армии Брянского фронта), командир 118-го отдельного корректировочно-разведывательного авиационного полка, Герой Советского Союза (1943), полковник.

## Биография
Родился 24 мая (6 июня) 1911 года в деревне Новое Заозерье ныне Толочинского района Витебской области Белоруссии в крестьянской семье. Белорус.
Окончил 7 классов, школу ФЗУ в административном центре Херсонской области Украины — городе Херсоне, работал литейщиком.
В Красной Армии с 1931 года. В 1932 году окончил Вольскую военную авиационную школу техников, а в 1939 году — Энгельсское военное авиационное училище. Член ВКП(б)/КПСС с 1940 года.

### Участие в боевых действиях
Участник Великой Отечественной войны с июня 1941 года. Начинал воевать на самолёте-бомбардировщике «ДБ-3», а затем, после срочного освоения новой авиационной техники, — на самолёте-штурмовике «Ил-2». Принимал участие в боевых действиях на Центральном, Южном, Брянском, Воронежском, Юго-Западном, Сталинградском, 1-м Украинском фронтах. Участник обороны Москвы, Сталинградской и Курской битв.
В ноябре 1941 года прибывает в 241-й штурмовой авиационный полк (11-я смешанная авиационная дивизия, 3-я армия, Брянский фронт), вступает в должность заместителя командира эскадрильи.
В мае 1942 года в звании майора становится командиром полка, пребывает в этой должности до сентября 1943 года.
В период с 20 ноября по 31 декабря 1941 года капитан Пётр Сыченко сорок два раза водил группы самолётов «Ил» на штурм скоплений войск и боевой техники противника, в результате которых враг понес значительные потери: шесть танков, сто шестьдесят девять автомашин, десять автобусов, двадцать пять мотоциклов, три зенитные батареи, две легковые автомашины, двадцать шесть конных подвод, семьсот семьдесят солдат и офицеров.
23 декабря 1941 года, возвращаясь с боевого задания, лётчики группы, возглавляемой П. Ф. Сыченко, стали очевидцами того, как шесть «мессершмиттов» атаковали советскую пехоту, ведущую успешное наступление. Капитан Сыченко принял решение вступить в бой с вражеской авиацией. Воздушная баталия длилась не более пятнадцати минут. Летчики 241-го полка вышли победителями в этой схватке: два «мессера» были сбиты, а остальные повернули назад.
В апреле 1944 года Сыченко становится командиром 118-го отдельного корректировочно-разведывательного авиационного полка, который при нём стал Краснознамённым ордена Кутузова 3-й степени, ордена Богдана Хмельницкого 2-й степени, ордена Александра Невского ОКРАП.
С фронта направлен на обучение. В 1945 году окончил курсы усовершенствования офицерского состава при Военно-воздушной академии.

### После войны
После войны П. Ф. Сыченко продолжал службу в ВВС СССР. В 1956 году ушёл в запас в звании полковника. Жил и работал в столице Украины — городе-герое Киеве.
Скончался 25 июня 1969 года. Похоронен на Байковом кладбище Киева.

## Присвоение звания Героя Советского Союза
Указом Президиума Верховного Совета СССР от 14 февраля 1943 года за образцовое выполнение боевых заданий командования на фронте борьбы с немецко-фашистским захватчиками и проявленные при этом мужество и героизм капитану Сыченко Пётру Фёдоровичу присвоено звание Героя Советского Союза с вручением ордена Ленина и медали «Золотая Звезда» (№ 938).

## Награды
- Медаль «Золотая Звезда» Героя Советского Союза;
- орден Ленина;
- два ордена Красного Знамени;
- орден Отечественной войны 1-й степени;
- орден Красной Звезды;
- медали.